# エンケイ

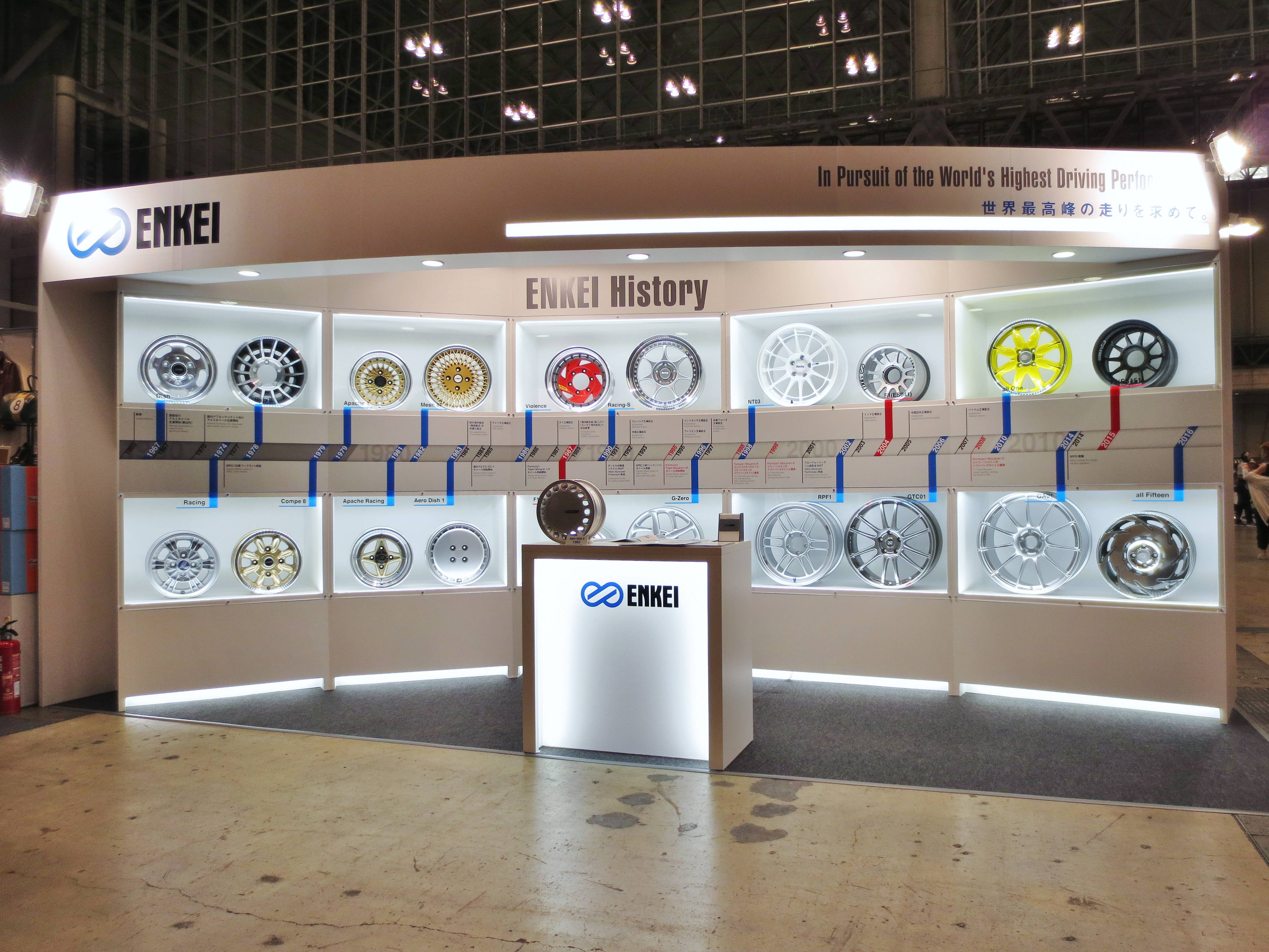
エンケイ製品（オートモービルカウンシル2016出展）

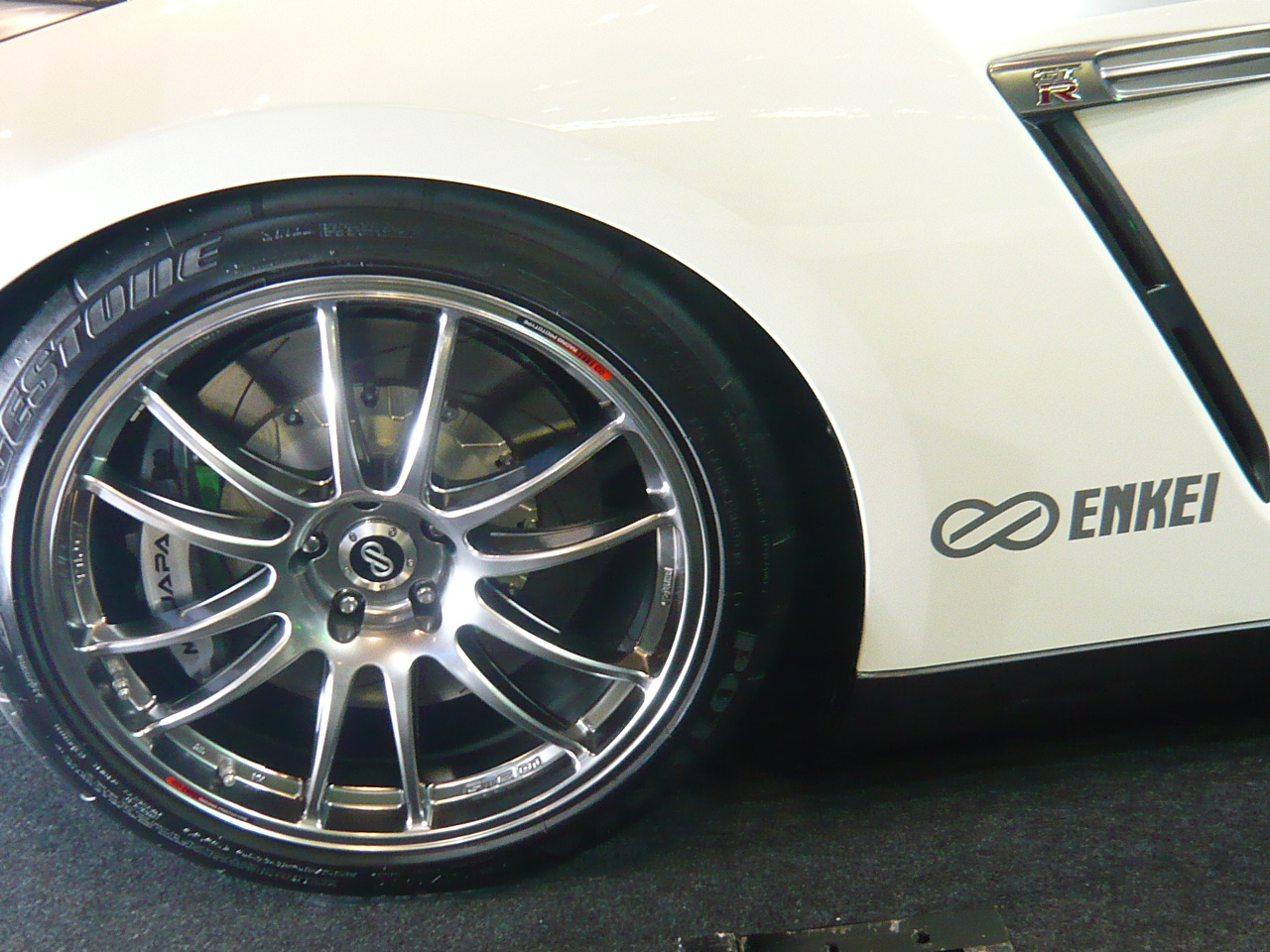
アフターマーケット製品 Racing GTC01

エンケイ株式会社（Enkei Corporation）は日本、北米、中国、タイ、インド、マレーシアなどに拠点を持つ大手自動車部品メーカーである。本社は静岡県浜松市中央区。

## 概要
主に自動車・オートバイ向けのアルミホイールを製造・販売している。その生産量は、年間約2,500万本であり、国内、世界トップのシェアを誇る。
日産、ホンダ、マツダ、SUBARU、スズキ、三菱、ヤマハ、カワサキといった自動車/オートバイメーカーにOEMホイールを納入しつつ、アフターマーケット用にも多くのブランドの製品を生産している（インパル、ブリヂストン、アドバン（横浜ゴム）、ウェッズ等）。
同社のホイールは、モータースポーツにおいても、世界ラリー選手権やフォーミュラ1（マクラーレン）といった世界最高峰から、スーパーフォーミュラ、全日本F3選手権、スーパーGT、スーパー耐久、ジムカーナ、ラリーなど幅広いカテゴリーで使用されている。
また、1986年F1最終戦からミナルディF1チームのスポンサーとしてホイールを提供し、以後アロウズ、ティレル、1995年からはマクラーレンと契約。以後25年以上にわたってパートナーとして供給した。
社名は創業時の社名である「遠州軽合金株式会社」の略称に由来しており、中国語表記も｢遠軽｣（繁体字: 遠輕、簡体字: 远轻）である。
競合他社としては、レイズやワーク等が挙げられる。
異業種営業として、ショッピングモール「バーンビレッジ」（磐田市）の運営や、飲食店「むつみ屋」（浜松市中央区）を経営している。「むつみ屋」の餃子は「むつみ餃子」として通信販売している。

## 沿革
中島飛行機の鋳物技師を務めていた鈴木建次が浜松市に作られた系列事業所に赴任、敗戦で会社が解散したのちに自分を含む鋳物技師を集めて設立した「遠州軽合金」が源流である。鍋や釜、湯たんぽを製造していたが、本田宗一郎が原動機付き自転車の燃料タンクに湯たんぽの転用ができないかと相談に訪れたことを契機に本田技研工業との取引が始まり、オートバイの部品を手がけるようになった。
経営危機に陥った1966年に、アメリカ向けの自動車用ホイールへの参入を決断、1967年からアメリカ向けの製造を開始した。

## 技術力
独自のアルミホイール製造方法に「MATプロセス」がある。これは、鍛造ホイールや2、3ピースホイールのリム成形に用いられるスピニング製法を応用し、開発した独自のリム成形方法であり、鋳造ホイールでありながら、鍛造ホイールの強度と軽さを実現させた。
また、今では従来のMATプロセスより更に材料強度をアップした、「MAT-DURA FLOW FORMING」もある。

## グループ企業
国内
- 遠菱アルミホイール株式会社 - （静岡県磐田市：四輪用ホイールの製造・販売）
- エンケイオートモーティブ株式会社 - （静岡県浜松市浜名区：2・3ピースアルミホイールの製造）
- エンケイエンジニアリング - （静岡県浜松市浜名区：製品の設計・開発　金型の製造）
- 株式会社エンケイホイールコーポレーション - （静岡県磐田市：二輪・四輪用アルミホイールの製造）
- エンケイペインティング株式会社 - 二輪・四輪用アルミホイールの塗装
- エンケイオートアクティビティー株式会社 - 自動車用品の企画、開発、販売
- 株式会社エンケイファウンドリィコーポレィション - 各種アルミエンジン部品の製造
- 株式会社エンケイ・テストアンドラボラトリー - アルミニウム製品の品質保証および性能試験全般
- 株式会社エンケイメタルズ - アルミニウム原材料の製造・販売
- 株式会社エンケイ・オーディット・アンド・コンピューターサービス - 経営監査および情報システム
- 株式会社エンケイエース - エンジン部品、二輪・四輪ホイールの加工
- 株式会社エンケイ・ロジスポート - 倉庫および物流管理全般
- エンケイリレーション株式会社 - アルミニウム原材料の製造、販売　厚生施設事業運営　緑化事業　自動車ディーラー「エンケイオートガレージ」（旧名：オートラマバーン→フォード浜松）の運営
- エンケイマカベ株式会社 - （茨城県桜川市：二輪・四輪用アルミホイールの製造　各種アルミ部品の製造）
- 有限会社イー・アイ・シー - 保険代理店
- ミシュランタイヤ静岡販売株式会社
- 株式会社バーントラベル - 旅行代理店（海外旅行・国内旅行）
- 鈴興株式会社‐卸売業

海外
- Enkei America Inc. （アメリカ）
- Enkei America Moldings, Inc. （アメリカ）
- Enkei Florida Inc. （アメリカ）
- Enkei Thai Co.,Ltd （タイ）
- Enkei Thai Mouldings Limited （タイ）
- Enkei Malaysia Sdn.Bhd. （マレーシア）
- Enkei International Inc. （アメリカ）
- Enkei Philippines Inc. （フィリピン）
- PT. Enkei Indonesia （インドネシア）
- 遠軽鋁業(中国)有限公司 （中国）
- 遠軽模具(昆山)有限公司 （中国）
- 遠軽中南鋁業（広東）有限公司 （中国）
- Enkei Wheels (India)Ltd. （インド）
- Enkei Vietnam Co,.Ltd.　（ベトナム）

## オフィシャルスポンサーチーム
（2024年シーズン）
スーパーフォーミュラ
- KONDO RACING
- DOCOMO TEAM DANDELION RACING
- Kids com Team KCMG
- ThreeBond Racing
- docomo business ROOKIE
- TEAM MUGEN
- ITOCHU ENEX TEAM IMPUL
- VANTELIN TEAM TOM'S
- VERTEX PARTNERS CERUMO・INGING
- TGM Grand Prix
- PONOS NAKAJIMA RACING

SUPER GT

GT500クラス
- TEAM IMPUL
- TGR TEAM ENEOS ROOKIE
- TGR TEAM au TOM'S
- TGR TEAM Deloitte TOM'S
- TGR TEAM KeePer CERUMO
- TGR TEAM SARD
- STANLEY TEAM KUNIMITSU

GT300クラス
- GOODSMILE RACING & TeamUKYO
- HOPPY team TSUCHIYA
- PONOS RACING
- JLOC
- D'station Racing

全日本スーパーフォーミュラ・ライツ選手権
- TOM'S
- TEAM DRAGON

スーパー耐久

ST-Xクラス
- 中升 ROOKIE Racing
- TKRI

ST-Z
NANIWA DENSO TEAM IMPUL
ST-2クラス
- ENDLESS SPORTS

ST-4クラス
- ENDLESS SPORTS
- TRACY SPORTS with DELTA
- HMR Racing

ST-5クラス
- チームBRIDE

D1 Grand Prix
- TEAM RE雨宮 マツモトキヨシ シバタイヤ
- HI-CHEW International
- NEXZTER DRIVE TO DRIFT
- TEAM VERTEX NEXZTER D2D

ラリー

ダカールラリー
- TEAM LAND CRUISER TOYOTA AUTO BODY